# Frau Minne
 (mars 2025).

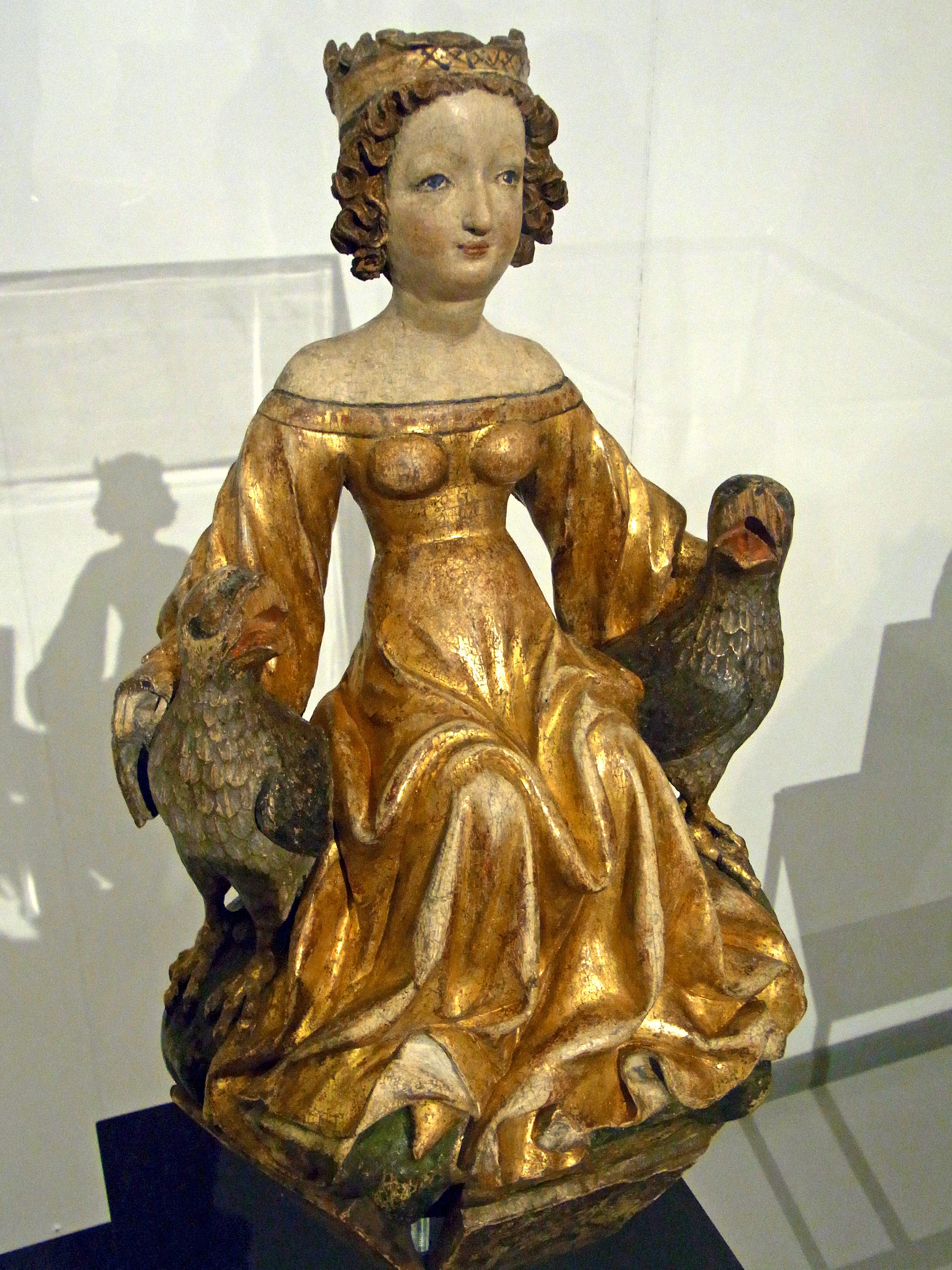
Sculpture de lustre allemande, vers 1430, représentant peut-être Frau Minne en reine

Frau Minne (en allemand, vrowe minne en néerlandais) est une personnification de l'amour courtois dans la littérature en moyen haut allemand. L'amant lui adresse souvent directement sa plainte dans les poèmes courtois.
Une rare peinture allégorique datant d'environ 1400 représentant Frau Minne présidant à des amants souffrants dont le cœur est arraché de la poitrine, a été découverte dans une maison à Zurich en 2009.
Frau Minne est parfois appelée la « déesse » de l’amour romantique qui insuffle aux gens des sentiments de passion et un comportement passionné, ce qui la distingue des autres formes d’amour célébrées religieusement telles que la charité chrétienne (agape).